# Burgstall Geratskirchen
Der Burgstall Geratskirchen bezeichnet eine abgegangene mittelalterliche Niederungsburg etwa 80 m südlich der Pfarrkirche St. Martin in der niederbayerischen Gemeinde Geratskirchen im Landkreis Rottal-Inn. Die Anlage wird als Bodendenkmal unter der Aktennummer D-2-7641-0002 als „verebneter Burgstall des hohen und späten Mittelalters“ geführt.

## Beschreibung
Der Burgstall Geratskirchen lag am Geratskirchner Bach, einem Zufluss zur Rott. Er wird als ehemalige Weiheranlage angesprochen. Im Urkataster von Bayern hat der rundliche und leicht erhabene Burgstall einen Durchmesser von etwa 23 m. Heute ist er vollständig verschwunden bzw. modern überbaut.

## Geschichte
In dem 12. Jahrhundert wird ein Ebo de Gerateskirchen erwähnt, dessen Name auf ein hiesiges Ortsadelsgeschlecht hinweist. Nach den Angaben von Wiguleus Hund heiratete um 1347 die Elisabeth von Gerhartskirchen den Rudikger Maroltinger. Laut einem Lehenbuch vom Anfang des 15. Jahrhunderts (11. November 1413) empfing Urban Maroltinger Gerhartskirchen als herzogliches Lehen und seit 1560 ist es eine geschlossene Hofmark. Mit dem Tod des Wolf Dietrich Maroltinger starb dieses Geschlecht 1636 im Mannesstamm aus. Am 14. Februar 1637 wird ein Lehensrevers für Johann  Mändl für den Sitz Geroltskirchen und Wolfsegg ausgestellt. Die Maria Jakobe Maroltinger verwählte sich 1638 mit Johann Ulrich Mändl von Deutenhofen. Auf dem Kaufweg gelangten beide Hofmarken von Johann Adam Mändl an Charlotte von Spreti, geborene Ingelheim. Seit 1752 ist die Hofmark geteilt; ein Teil war ein kurfürstliches Ritterlehen der Freiherrn von Vierck. Bereits damals wird es als  „Burgstall ohne Schloss und Sitz“ beschrieben. Der andere Teil kam 1760 an die Kammerloher und 1780 an die Grafen Arco.